# Discophlebia lucasii
Discophlebia lucasii is een vlindersoort uit de kleine familie van Oenosandridae. Deze vlinders komen uitsluitend voor in het zuidoosten van Australië.
De vrouwtjes hebben een spanwijdte van ongeveer 5 cm, de mannetjes van 4 cm. Door de grijze vleugels en de rechte gelige voorkant van de kop lijkt de vlinder op een afgebroken takje. 